# Alberto Torriani

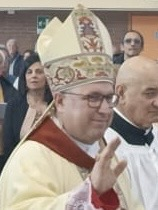
Erzbischof Alberto Torriani (2025)

Erzbischofswappen von Alberto Torriani

Alberto Torriani (* 3. November 1971 in Bollate, Provinz Mailand) ist ein italienischer römisch-katholischer Geistlicher und Erzbischof von Crotone-Santa Severina.

## Leben
Alberto Torriani studierte Philosophie und Katholische Theologie am erzbischöflichen Priesterseminar in Mailand. Der Erzbischof von Mailand, Carlo Maria Kardinal Martini SJ, weihte ihn am 3. Oktober 1999 in Sacconago zum Diakon und spendete ihm am 10. Juni 2000 im Dom zu Mailand das Sakrament der Priesterweihe für das Erzbistum Mailand.
Nach der Priesterweihe war Torriani zunächst von 2000 bis 2011 als Pfarrvikar der Pfarrei San Biagio in Monza sowie als Lehrer und stellvertretender Direktor der dortigen katholischen Schule tätig. Zudem wurde er 2008 Pfarrvikar der Pfarreien Santa Gemma und San Pio X. in Monza sowie Jugendseelsorger in der Pfarrei Santo Stefano Protomartire in Vedano al Lambro. Nach der Zusammenlegung der Pfarreien San Biagio, Santa Gemma und San Pio X. zum Pfarrverband Ascensione del Signore im Jahr 2009 wirkte er dort als Pfarrvikar. Ferner gehörte er von 2010 bis 2011 dem Priesterrat des Erzbistums Mailand an. Von 2011 bis 2016 fungierte er als Rektor des Collegio Rotondi in Gorla Minore. Im Anschluss wirkte Torriani kurzzeitig als Pro-Rektor des Collegio Arcivescovile San Carlo in Mailand, bevor er 2017 dessen Rektor wurde.
Am 11. Dezember 2024 ernannte ihn Papst Franziskus zum Erzbischof von Crotone-Santa Severina. Der Erzbischof von Mailand, Mario Delpini, spendete ihm am 22. Februar 2025 im Dom zu Mailand die Bischofsweihe; Mitkonsekratoren waren der Apostolische Vikar von Südarabien, Paolo Martinelli OFMCap, und der Weihbischof in Rom, Michele Di Tolve. Sein Wahlspruch Si sappiano da lui conosciuti („Sie sollen sich von ihm gekannt wissen“) stammt aus einem Text von Madeleine Delbrêl, im französischen Original: „qu’ils se sachent connus de lui“, dort bezogen auf den Priester und die ihm anvertrauten Menschen. Die Amtseinführung erfolgte am 30. März 2025.